# Melanitis microphthalma
Melanitis microphthalma är en fjärilsart som beskrevs av Hans Fruhstorfer 1908. Melanitis microphthalma ingår i släktet Melanitis och familjen praktfjärilar. Inga underarter finns listade i Catalogue of Life.